# Корія
Корія (ісп. Coria) — муніципалітет в Іспанії, у складі автономної спільноти Естремадура, у провінції Касерес. Населення — 12 962 особи (2010).

## Географія
Муніципалітет розташований на відстані близько 250 км на захід від Мадрида, 60 км на північ від Касереса.
На території муніципалітету розташовані такі населені пункти: (дані про населення за 2010 рік)
- Корія: 11889 осіб
- Пуебла-де-Археме: 715 осіб
- Рінкон-дель-Обіспо: 358 осіб

## Демографія
Динаміка населення (INE ):

## Релігія
- Центр Корійсько-Касереської діоцезії Католицької церкви.

## Галерея

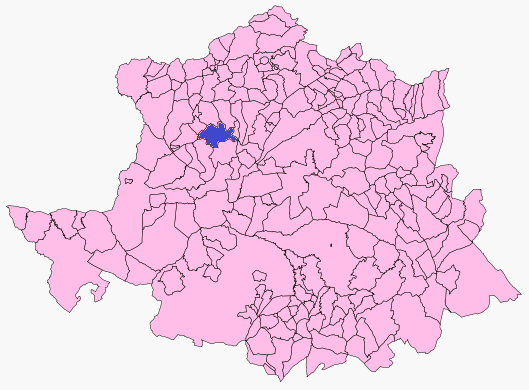
Розташування муніципалітету у провінції Касерес
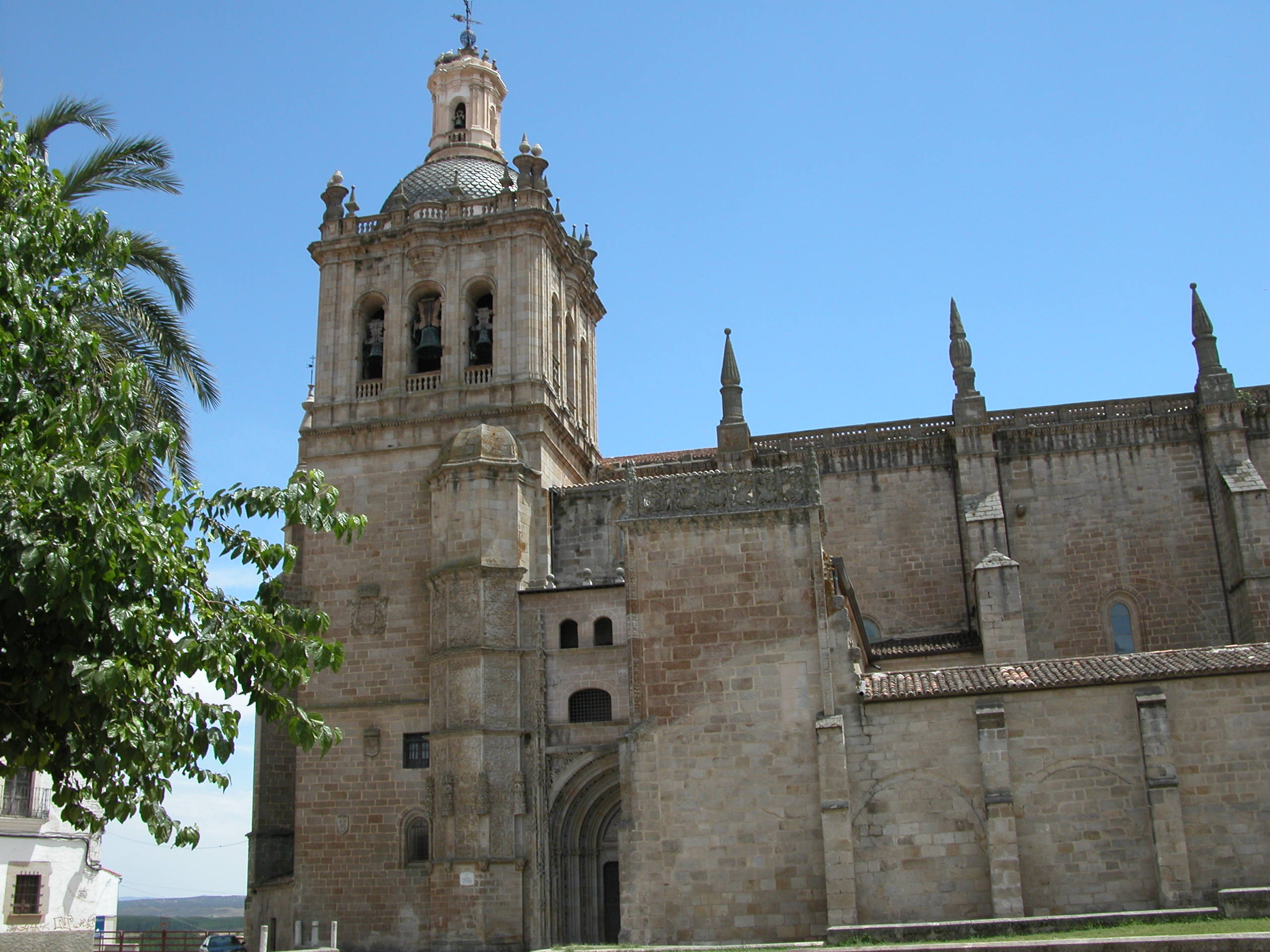
Собор